# Маклауд, Мэри Энн
Мэ́ри Энн Трамп (урождённая Макла́уд, англ. Mary Anne MacLeod Trump; гэльск. Màiri Anna NicLeòid; 10 мая 1912 — 7 августа 2000) — американская домохозяйка и филантроп, жена девелопера недвижимости Фреда Трампа и мать 45-го и 47-го президента США Дональда Трампа.
Родившись на Внешних Гебридах в Шотландии (Великобритания), она иммигрировала в США в 1930 году и стала натурализованной гражданкой в марте 1942 года. Является матерью пятерых детей. Проживала в городе Нью-Йорк.

## Ранняя жизнь
Мэри Энн Маклауд родилась в фермерском доме, принадлежавшем её отцу с 1895 года, в деревне Тонг на острове Льюис, Шотландия. Местные историки и генеалоги описывали условия в этой общине как «неописуемо грязные» и характеризующиеся «человеческой убогостью». Начало Первой мировой войны ослабило экономику деревни. Произошёл отток мужского населения.
Воспитанная в шотландской семье, говорящей на гэльском языке, Мэри была младшей из десяти детей, рождённых Малкольмом (1866—1954) и Мэри Маклауд (урождённая Смит; 1867—1963) . Её дедушкой и бабушкой по отцовской линии были Александр Маклауд и Энн Маклауд, дедушкой и бабушкой по материнской линии были Дональд Смит и Мэри Маколей. Они были родом из местностей Ватискер и Саут-Лох. Предки Мэри Энн вынуждены были покинуть свои земли из-за так называемого шотландского огораживания.

## Иммиграция в Соединённые Штаты

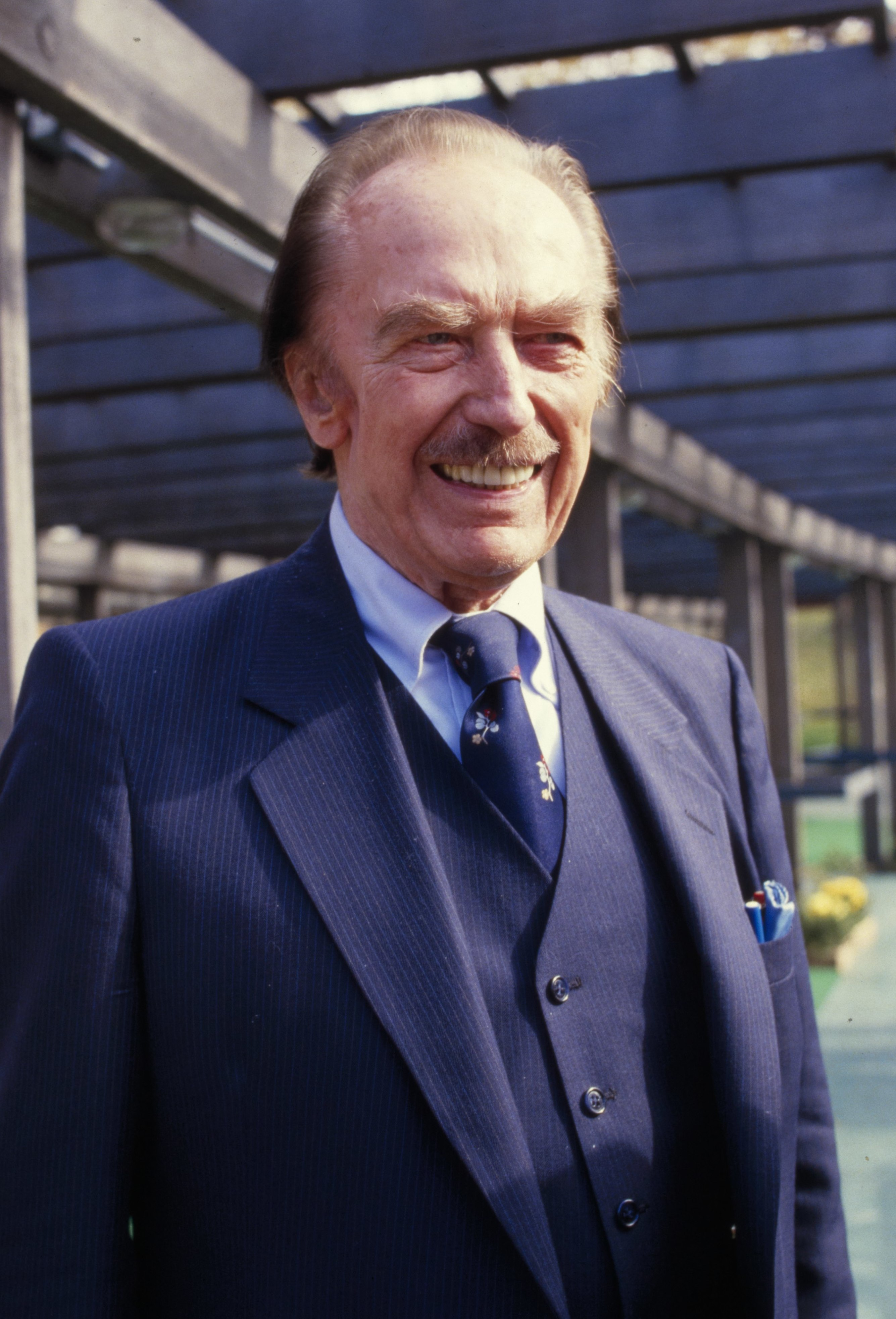
Муж Мэри Энн
Фред Трамп-старший, 1980-е годы

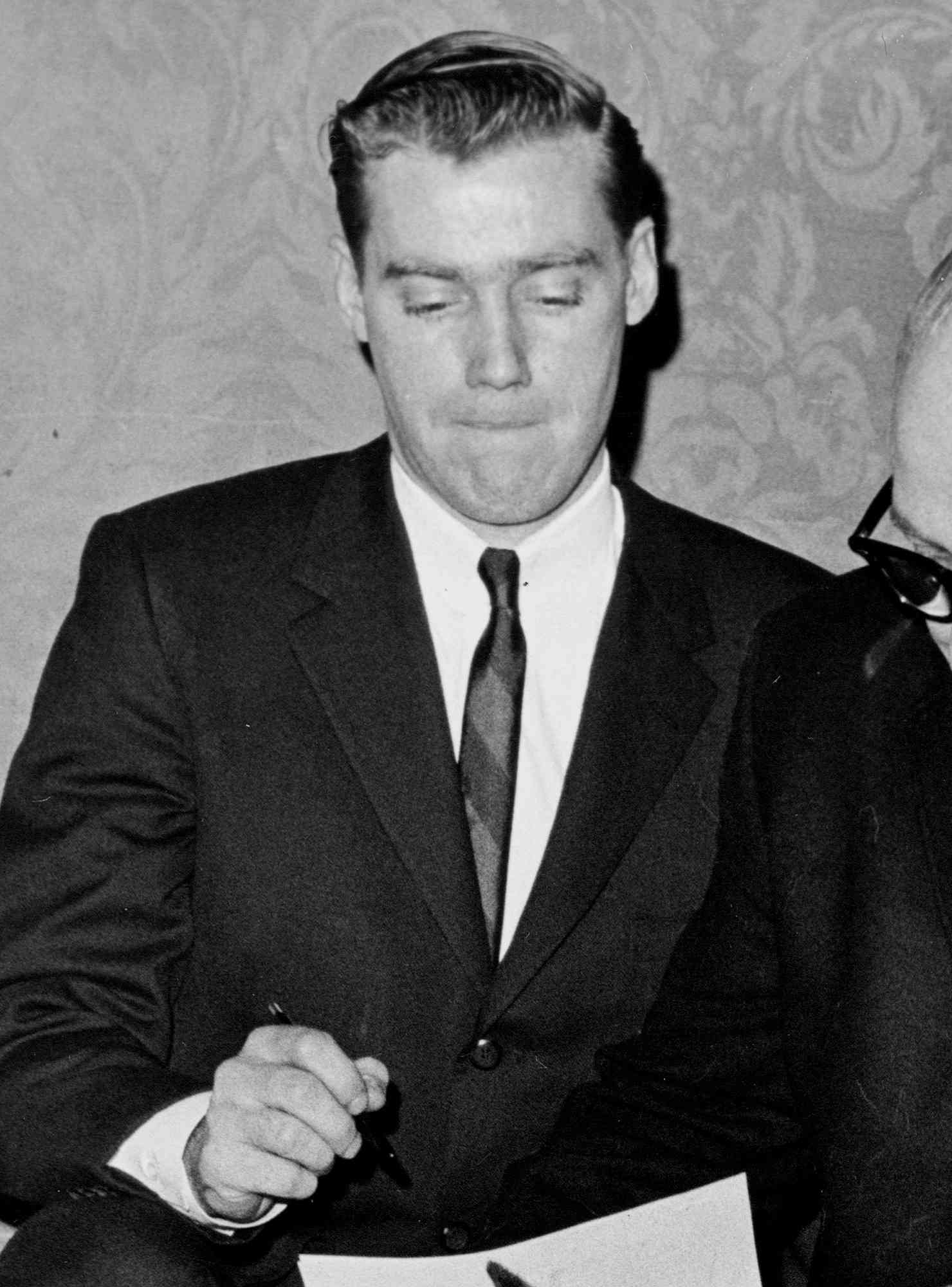
Старший сын
Фред Трамп-младший, 1966 год

В декабре 1929 года Мэри Энн Маклауд впервые посетила Соединённые Штаты, воспользовавшись тем, что несколько её братьев и сестёр уже обосновались в США и Канаде. 17 февраля 1930 в Глазго ей была выдана иммиграционная виза № 26698.. 2 мая Маклауд покинула Глазго на борту RMS Transylvania и 11 мая прибыла в Нью-Йорк (через день после своего 18-летия). Она заявила о намерении стать гражданкой США и навсегда остаться в Америке. Мэри была одной из десятков тысяч молодых шотландцев, которые уехали в США или Канаду в этот период. В списке иностранных пассажиров RMS Transylvania был указан род деятельности Мэри Энн, относивший её к домашней прислуге.
Приехав в США с 50 долларами на руках (что эквивалентно 765 долларам в 2019 году), Мэри Энн Маклауд жила со своей старшей сестрой Кристиной Мэтисон на Лонг-Айленде. Она проработала в качестве домашней прислуги по меньшей мере четыре года. За это время Мэри Энн успела побыть няней у одной из состоятельных семей пригорода Нью-Йорка, однако эта должность была упразднена из-за экономических трудностей, вызванных Великой депрессией. По данным The National, Мэри Энн «начала жизнь в Америке как нищая служанка, спасаясь от ещё большей нищеты, царившей на родной земле». Получив разрешение на повторный въезд в США — предоставляется только иммигрантам, намеревающимся остаться и получить гражданство — она вернулась в Шотландию на RMS Cameronia 12 сентября 1934 года. Согласно данным переписи населения США 1940 года, Мэри Энн была зарегистрирована в качестве жителя Нью-Йорка с апреля 1935 года.
Хотя в переписном листе 1940 года, поданном Мэри Энн и её мужем Фредом Трампом, говорилось, что она была натурализованным гражданином, на самом деле она стала им только 10 марта 1942 года. Однако, нет никаких оснований того, что она нарушила какие-либо законы об иммиграции до своей натурализации. Это обусловлено её частыми путешествиями за пределы США и беспрепятственным въездом в страну по их завершении. Мэри Энн Маклауд неоднократно возвращалась в свои родные места в Шотландии, где часто говорила на гэльском языке.

## Брак, семья и деятельность

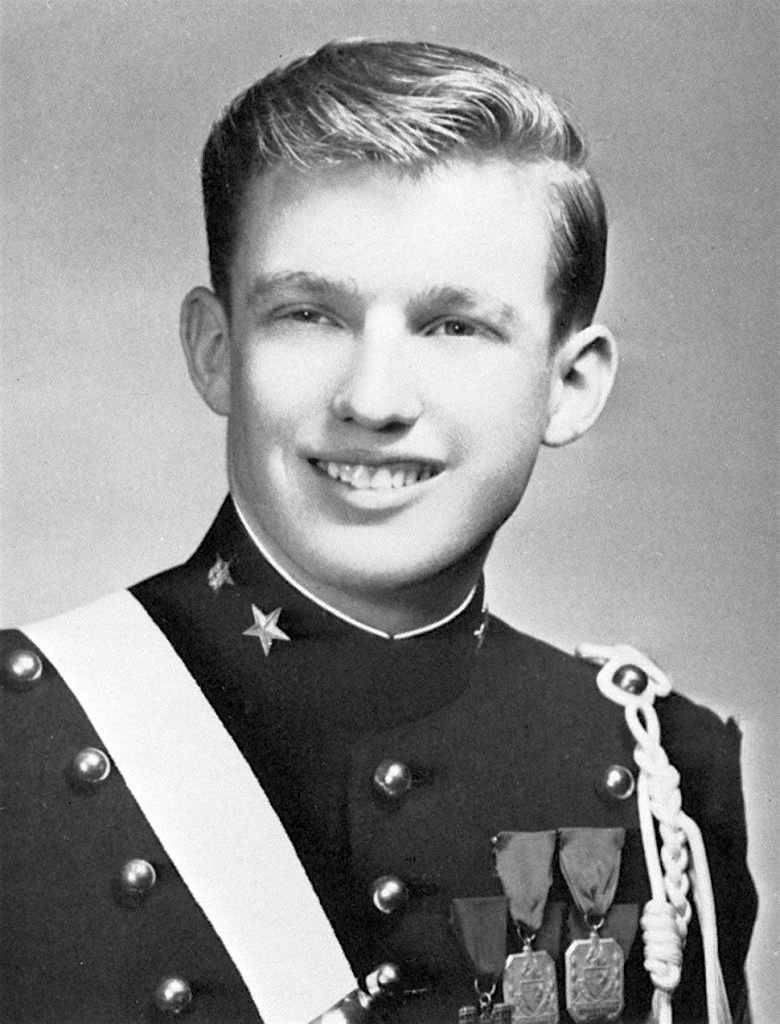
Средний сын Дональд Трамп,
1964 год

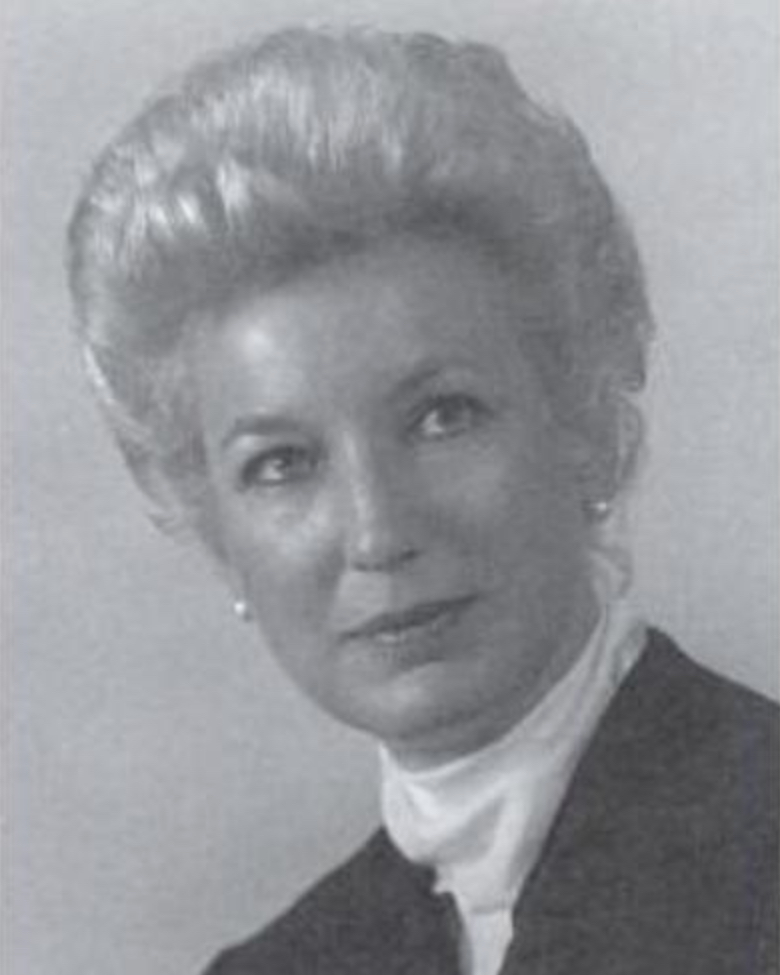
Старшая дочь Мэриэнн Трамп-Бэрри, 1980-е годы

В середине 1930-х годов, когда Мэри Энн Маклауд жила со своей сестрой в Куинсе, она встретила Фреда Трампа на вечеринке. Во время последующего визита в Шотландию она рассказала своей семье о первом знакомстве со своим будущим мужем. Они поженились в пресвитерианской церкви на Мэдисон-авеню 11 января 1936 года. Свадебный приём для 25 гостей состоялся в отеле «Carlyle» на Манхэттене . Они провели медовый месяц в Атлантик-Сити, штат Нью-Джерси. 5 апреля 1937 года Мэри родила первого ребёнка Мэриэнн, затем Фреда Трампа-младшего (1938—1981), Элизабет (род. 1942), Дональда (род. 1946) и Роберта (1948—2020). Последние роды привели к экстренной гистерэктомии, которую она едва пережила.
Семья жила на Джамейке, в Куинсе, а позднее в «Джамейка Эстейтс» . Первоначально семья проживала в доме свекрови. Из-за высокой занятости обоих супругов, в 1940 году семья была вынуждена нанять домработницу. Как правило, Мэри занималась обязанностями по дому, но иногда помогала Фреду с недвижимостью, например, собирала монеты из прачечных в многоквартирных домах семейного типа. Она воспитывала детей в пресвитерианской вере. 20 января 2017 года вступающий в должность президент США Дональд Трамп принёс свою инаугурационную присягу, используя копию Библии, подаренной ему матерью по окончании пресвитерианской воскресной школы в 1955 году. Она ездила на «Роллс-Ройсе» с номерными знаками «ММТ».
Она также работала волонтёром в больнице, участвовала в школьных мероприятиях и была членом благотворительных организаций. Целями данных объединений являлись улучшение положения детей с церебральным параличом и людей с задержкой психического развития. Трампы оказывали помощь таким организациям, как «Армия спасения», «Бойскауты Америки», «Маяк для слепых» и другим благотворительным организациям . Мэри играла значительную роль в поддержке женской вспомогательной больницы и детского сада Джамейки. Она и её муж пожертвовали достаточно времени и усилий, а также несколько зданий вокруг Нью-Йорка для поддержки системы здравоохранения города. Кроме того, дом престарелых на 228 мест, являющийся частью «Jamaica Hospital Medical Center», где она провела годы волонтёрства, назван именно в её честь. Она также состояла в нескольких общественных клубах.
Как мать, она была более снисходительна, чем её муж. Друзья её детей рассказывали, что контактировали с ней намного меньше, чем с Фредом . По внешнему виду она была невысокого телосложения, но была известна сложной причёской, названной в одном из описаний «динамичным оранжевым вихрем». В этом было что-то общее с её сыном Дональдом, который однажды написал: «оглядываясь назад, я понимаю, что получил элемент своей узнаваемости от матери».
В 1981 году её старший сын, Фред Трамп-младший, умер от осложнений, вызванных алкоголизмом.

## Более поздняя жизнь и смерть
С возрастом Мэри Энн страдала от тяжелого остеопороза. 31 октября 1991 года, в возрасте 79 лет, она была ограблена во время шопинга на Юнион-Тернпайк недалеко от своего дома. При попытке грабителя украсть её кошелек (в нём находилось 14 долларов) она оказала активное сопротивление. Отбить своё имущество ей не удалось. Грабители нанесли ей множество телесных повреждений . Она получила переломы рёбер, ушибы лица, несколько переломов, кровоизлияние в мозг и существенные повреждения органов зрения и слуха. Водитель грузовика доставки Лоуренс Герберт задержал 16-летнего нападающего, за что позже был вознаграждён Дональдом Трампом чеком с крупной суммой для оплаты многолетнего кредита на дом.
Муж Мэри Энн Фред Трамп скончался в возрасте 93 лет в июне 1999 года. Она умерла год спустя, 7 августа 2000 года, в Еврейском медицинском центре Лонг-Айленда в Нью-Гайд-Парке, штат Нью-Йорк, в возрасте 88 лет . Отпевание состоялось в Мраморной коллегиальной церкви на Манхэттене. Она была похоронена вместе с мужем и сыном (Фредом Трампом-младшим) на лютеранском кладбище в Мидл-Виллидж, Куинс.